# تود مولر
تود مايكل مولر (بالإنجليزية: Todd Michael Muller)‏ ( /ˈmʌlər/ .  ولد 23 ديسمبر 1968  ) هو سياسي نيوزيلندي شغل منصب زعيم الحزب الوطني النيوزيلندي وزعيم المعارضة في الفترة من 22 مايو إلى 14 يوليو 2020.  دخل البرلمان في الانتخابات العامة في 2014 نائبا عن Bay of Plenty .

## حياة سابقة
ولد مولر في تي أروها في 23 ديسمبر 1968، ونشأ في تي بونا، حيث أنشأ والداه بستانًا لفاكهة الكيوي. التحق بمدرسة سانت جوزيف تي بونا الابتدائية وكلية تاورانجا للبنين.
درس اللغة الإنجليزية والتاريخ والسياسة في جامعة وايكاتو وتخرج بدرجة الماجستير.

## مهنة قبل السياسة
انضم مولر إلى الحزب الوطني النيوزيلندي في عام 1989. ومن 1994 إلى 1997 شغل منصب المساعد التنفيذي لجيم بولجر خلال فترة ولايته الثانية كرئيس للوزراء.

## وجهات نظر سياسية
يتخذ مولر موقفًا اجتماعيًا محافظًا بشأن قضايا مثل الإجهاض والقتل الرحيم وتحرير المخدرات.

## الحياة الشخصية
مولر وزوجته ميشيل لديهما ثلاثة أطفال. مولر كاثوليكي .